# Ectadium rotundifolium
Ectadium rotundifolium är en oleanderväxtart som först beskrevs av Huber, och fick sitt nu gällande namn av Venter och Kotze. Ectadium rotundifolium ingår i släktet Ectadium och familjen oleanderväxter. Inga underarter finns listade i Catalogue of Life.